# تيرينس يونغ (سياسي)
تيرينس يونغ هو سياسي كندي، ولد في 24 يوليو 1952 في تورونتو في كندا. حزبياً، نشط في حزب المحافظين الكندي وحزب أونتاريو المحافظ التقدمي. وقد انتخب عضو برلمان مقاطعة أونتاريو وانتخب عضو مجلس العموم الكندي.

## وصلات خارجية
- الموقع الرسمي